# Casorate Primo
Casorate Primo ist eine norditalienische Gemeinde (comune) mit 9039 Einwohnern (Stand 31. Dezember 2023) in der Provinz Pavia in der Lombardei. Die Gemeinde liegt etwa 17 Kilometer nordwestlich von Pavia und etwa 21 Kilometer südwestlich von Mailand und grenzt unmittelbar an die Metropolitanstadt Mailand. Westlich von Casorate Primo fließt der Ticino (Tessin) durch den Parco Lombardo Valle del Ticino.

## Geschichte
849 wird Casorate (Primo) durch Lothar I. an den Bischof von Pavia geschenkt. Den heutigen Namenszusatz erhielt die Gemeinde 1863. 

## Verkehr
Südöstlich passiert die Autostrada A7 (Genua-Mailand) das Gemeindegebiet. Der nächste Autobahnanschluss befindet sich in Binasco. 

## Ortsteile
Im Gemeindegebiet liegen neben dem Hauptort die Wohnplätze Cascina dell’Acqua und Via Motta Visconti.